# Rekord-Magasinet
Rekordmagasinet var en idrottstidning för ungdomar, som gavs i Sverige ut åren 1942–1969. Bakom tidningen stod den svenske tidningsutgivaren och boxningspromotorn Edwin Ahlqvist.
Mitt under det brinnande andra världskriget, den 1 december 1942, utkom det första numret av Rekord-Magasinet, som var en tidning med en ny ungdomlig form och stil. Förutom idrottare innehöll tidningen även äventyrsberättelser, deckare och humor. Tidskriften var även ett inslag i samhällsdebatten när den försökte motverka ideologier som fascism och nazism, samt ge ungdomen goda förebilder. Rekord-Magasinet anklagades för socialistisk och kommunistisk propaganda, men Edwin Ahlqvist menade att "man ska våga säga vad man tycker och stå för sina åsikter".
Tidningen, som kom varje vecka, blev en stor succé och sålde som mest i cirka 300 000 exemplar under Ingemar Johanssons storhetstid i slutet av 1950-talet och i början av 1960-talet.
Rekordmagasinet kallades även ”grabbarnas tidning”. Den innehöll reportage om idrottshändelser, porträtterade idrottare och skildrade sporten i ord och bilder, berättade också om idrottare och idrottshändelser med verser med rim. På sista sidan fanns alltid en lagbild. Serierna innehöll fiktiva figurer som Per Stigman, Allan Kämpe och Sven Ståhl.
Tidningens namn ändrades 1956 till Tidningen Rekord, och 1968 till Nya Rekord. Den lades ned 1969. Det första året 1942 utkom Rekordmagasinet med två nummer. Dessa är idag eftertraktade samlarobjekt och svåra att finna i gott skick.
Från andra världskrigets beredskapsår publicerades i tidningen äventyrsserien om Per Stigman, en slags ungdomsvariant av Vilhelm Mobergs roman Rid i natt! från 1941. Berättelserna om Per Stigman utspelade sig i Sverige på Albrekt av Mecklenburgs tid under 1300-talet, och handlar om Per Stigman som leder böndernas kamp mot tyskt inflytande.